# جوني ألين
جوني ألين (بالإنجليزية: Johnny Allen)‏ هو مهندس أمريكي، ولد في 17 سبتمبر 1934 في غرينفيل في الولايات المتحدة.

## وصلات خارجية
- جوني ألين على موقع Racing-Reference.info (الإنجليزية)